# Ley de la Declaración de Abdicación de Su Majestad de 1936
Ley de la Declaración de Abdicación de Su Majestad de 1936 fue una ley emitida por el parlamento británico que permitió al rey Eduardo VIII abdicar al trono y ceder los derechos de sucesión a su hermano, el príncipe Alberto, duque de York (que se convirtió en el rey Jorge VI). El rey abdicó para casarse con su amante, la estadounidense y dos veces divorciada Wallis Simpson, después de enfrentarse a la oposición del gobierno del Reino Unido y los dominios británicos. Aunque Eduardo había firmado una declaración de abdicación un día antes, el 10 de diciembre de 1936, seguía siendo el rey hasta que otorgó la aprobación real a esta ley el 11 de diciembre.
La ley fue aprobada a través de las cámaras del Parlamento en un día y sin enmiendas. Como el Estatuto de Westminster 1931 estipula que la línea de sucesión debe seguir siendo la misma en todos los dominios de la Corona, los gobiernos de algunos de los dominios británicos (Canadá, Australia, la Unión de Sudáfrica y Nueva Zelanda) dieron su permiso para que la Ley se aplicara en sus respectivas esferas. Canadá también aprobó la Ley de Sucesión al Trono (1 Geo. VI, c.16) para efectuar algunos cambios en las reglas de sucesión en su territorio y asegurar la coherencia con los cambios en las normas entonces vigentes en el Reino Unido. El Estado Libre Irlandés aprobó la Ley de Autoridad Ejecutiva (Relaciones Exteriores) de 1936, que reconocía al duque de York como rey, sin embargo, la ley irlandesa fue aprobada un día después que las leyes de los otros dominios, por lo que Eduardo fue rey en Irlanda un día más que en otros lugares.
La ley era necesaria por dos razones principales:
- En primer lugar, no existía ninguna disposición en la legislación británica en función de que un soberano abdicara. La Ley de Establecimiento de 1701 aseguró que el descendiente de mayor edad de la electora Sofía de Hannover fuera soberano de Inglaterra. La Ley de Unión de 1707 confirmó esta determinación para Gran Bretaña. Así, el descendiente de mayor edad de Sofía era automáticamente el soberano, quisiera o no. Si el soberano abdicara, se necesitaba un ley del Parlamento para darle efecto legal.

- En segundo lugar, la ley garantizaba que el trono pasara al príncipe Alberto, duque de York. Cualquier futuro descendiente de Eduardo VIII, no tendría derecho al trono y no estaría limitado por la Ley de Matrimonios Reales de 1772.

Tan pronto como el rey Eduardo VIII dio la aprobación real a la presente ley (de hecho, presentada oralmente en su nombre, como es habitual, por los señores comisarios), dejó de ser rey del Reino Unido de Gran Bretaña e Irlanda del Norte. El trono pasó de inmediato al príncipe Alberto, que fue proclamado Jorge VI al día siguiente en el Palacio de St. James en Londres.